# Cheiracanthium mondrainense
Cheiracanthium mondrainense är en spindelart som beskrevs av Main 1954. Cheiracanthium mondrainense ingår i släktet Cheiracanthium och familjen sporrspindlar.
Artens utbredningsområde är Western Australia. Inga underarter finns listade i Catalogue of Life.